# Helge Østvold
Helge Østvold (14 luglio 1948) è un ex calciatore norvegese, di ruolo difensore.

## Carriera

### Club

#### Lyn Oslo
Østvold debuttò con la maglia del Lyn Oslo in data 28 maggio 1967, in una sfida valida per l'edizione stagionale della Coppa di Norvegia contro il Ready, vinta per 7-2. Il 16 settembre successivo poté esordire in campionato, nella sconfitta per 4-1 contro lo Strømsgodset. Il 4 ottobre giocò poi il primo incontro nelle coppe europee per club, impiegato nel pareggio a reti inviolate contro il Bologna. Diede il suo contributo per il successo finale nella Coppa di Norvegia 1967, risultato che si ripeté l'anno seguente, assieme alla vittoria del campionato 1968 (il cosiddetto double). Il 28 luglio 1971 siglò il primo gol, nel successo per 4-0 sul Bryne, nell'annuale Coppa di Norvegia. Totalizzò complessivamente 232 presenze e 3 reti, tra campionato e coppe, nei suoi anni al Lyn Oslo.

#### Eidsvold Turn
Terminata l'esperienza con il club capitolino, Østvold si accordò con l'Eidsvold Turn, formazione in cui raccolse 48 presenze nelle successive due stagioni. Ricoprì l'incarico di allenatore-giocatore.

### Nazionale
Conta 4 presenze per la Norvegia under 21.

## Statistiche

### Presenze e reti nei club
| Stagione             | Club                 | Campionato           | Campionato | Campionato | Coppe nazionali | Coppe nazionali | Coppe nazionali | Coppe continentali | Coppe continentali | Coppe continentali | Supercoppe | Supercoppe | Supercoppe | Totale | Totale |
| Stagione             | Club                 | Comp                 | Pres       | Reti       | Comp            | Pres            | Reti            | Comp               | Pres               | Reti               | Comp       | Pres       | Reti       | Pres   | Reti   |
| -------------------- | -------------------- | -------------------- | ---------- | ---------- | --------------- | --------------- | --------------- | ------------------ | ------------------ | ------------------ | ---------- | ---------- | ---------- | ------ | ------ |
| 1967                 | Lyn Oslo             | 1D                   | 3          | 0          | CN              | 3               | 0               | CF                 | 1                  | 0                  | -          | -          | -          | 7      | 0      |
| 1968                 | Lyn Oslo             | 1D                   | 14         | 0          | CN              | 6               | 0               | CdC                | 6                  | 0                  | -          | -          | -          | 26     | 0      |
| 1969                 | Lyn Oslo             | 1D                   | 17         | 0          | CN              | 3               | 0               | CC                 | 2                  | 0                  | -          | -          | -          | 22     | 0      |
| 1970                 | Lyn Oslo             | 2D                   | 11         | 0          | CN              | 6               | 0               | -                  | -                  | -                  | -          | -          | -          | 17     | 0      |
| 1971                 | Lyn Oslo             | 1D                   | 18         | 0          | CN              | 4               | 0               | CdC                | 2                  | 0                  | -          | -          | -          | 24     | 0      |
| 1972                 | Lyn Oslo             | 1D                   | 20         | 1          | CN              | 3               | 0               | CU                 | 1                  | 0                  | -          | -          | -          | 24     | 1      |
| 1973                 | Lyn Oslo             | 1D                   | 22         | 0          | CN              | 3               | 0               | -                  | -                  | -                  | -          | -          | -          | 25     | 0      |
| 1974                 | Lyn Oslo             | 2D                   | 18         | 0          | CN              | 2               | 0               | -                  | -                  | -                  | -          | -          | -          | 20     | 0      |
| 1975                 | Lyn Oslo             | 2D                   | 17         | 0          | CN              | 2               | 0               | -                  | -                  | -                  | -          | -          | -          | 19     | 0      |
| 1976                 | Lyn Oslo             | 2D                   | 19         | 1          | CN              | 2               | 0               | -                  | -                  | -                  | -          | -          | -          | 21     | 1      |
| 1977                 | Lyn Oslo             | 2D                   | 5          | 0          | CN              | 0               | 0               | -                  | -                  | -                  | -          | -          | -          | 21     | 1      |
| 1978                 | Lyn Oslo             | 1D                   | 20         | 0          | CN              | 2               | 0               | -                  | -                  | -                  | -          | -          | -          | 22     | 0      |
| Totale Lyn Oslo      | Totale Lyn Oslo      | Totale Lyn Oslo      | 184        | 2          |                 | 36              | 1               |                    | 12                 | 0                  |            | -          | -          | 232    | 3      |
| 1979                 | Eidsvold Turn        | ?                    | ?          | ?          | CN              | ?               | ?               | -                  | -                  | -                  | -          | -          | -          | ?      | ?      |
| 1980                 | Eidsvold Turn        | ?                    | ?          | ?          | CN              | ?               | ?               | -                  | -                  | -                  | -          | -          | -          | ?      | ?      |
| Totale Eidsvold Turn | Totale Eidsvold Turn | Totale Eidsvold Turn | 48         | 0          |                 | ?               | ?               |                    | -                  | -                  |            | -          | -          | ?      | ?      |
| Totale               | Totale               | Totale               | 232        | 2          |                 | ?               | ?               |                    | ?                  | ?                  |            | -          | -          | ?      | ?      |

## Palmarès

### Club

#### Competizioni nazionali
- Campionato norvegese: 1

Lyn Oslo: 1968
- Coppa di Norvegia: 2

Lyn Oslo: 1967, 1968